# Vitalis und Agricola

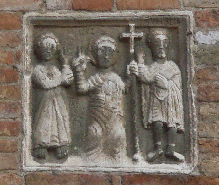
Vitalis und Agricola, zu Seiten Christi, Relief, Ss. Vitale e Agricola in Arena Bologna, Außenfassade (8. oder 12. Jh.?)

Vitalis von Bologna und Agricola von Bologna sind zwei Heilige der römisch-katholischen Kirche. Sie gelten als Märtyrer.

## Vita

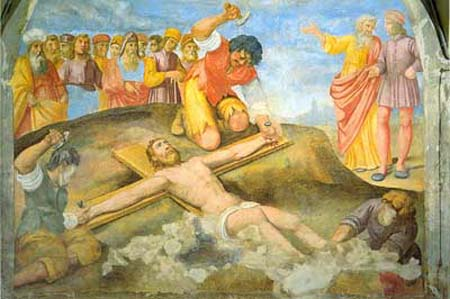
Martyrium des Agricola, Fresco zu Bologna (16. Jh.)

Agricola war ein christlicher Adliger in Bologna, Italien. Während der Christenverfolgungen unter dem römischen Kaiser Diokletian wurde er gefangen genommen, weil er seinen Sklaven Vitalis zum Christentum bekehrt und anschließend als libertinus freigelassen hatte. Ihr Tod erfolgte etwa um das Jahr 300 (304?) im Amphitheater, zuerst Vitalis, dann Agricola am Kreuz.

## Verehrung, Ikonographie und Patrozinien
Ihr Gedenktag, Sancti Vitale et Agricolae in Arena, ist der 4. November (am selben Tag wird auch Vitalis von Mailand in Ravenna verehrt), auch 17. Juli. Für den Gedenktag der Übertragung der Reliquien nach Nájera in Spanien werden auch der 27. November und 29. April genannt.
Ihre Heiligenattribute sind beide mit einer Hand in der Hand, da Vitalis am Kreuz „so vielfach durchstochen [wurde], dass er mehr Wunden als Glieder hatte“, und Agricola später die Leichenteile seines Gefährten an sich nahm, um sie als Reliquie weiterzugeben.

### Vitalis-und-Agricola-Kirchen
- Santi Vitale e Agricola in Arena (Bologna) – hier stehen ihre Sarkophage
- St. Vitalis in Sigmertshausen, Landkreis Dachau[5]